# Scott Boras
Scott Dean Boras (Sacramento, California; 2 de noviembre de 1952) es un agente deportivo, especializado en el béisbol. Es fundador y presidente de su propia compañía llamada Boras Corporation, una agencia deportiva con residencia en Newport Beach, California, la cual representa aproximadamente a 175 clientes de béisbol profesional, incluyendo muchos de los jugadores de más alto perfil del juego. 
Boras ha negociado muchos contratos desde 1982, y muchos de sus clientes, entre ellos Shin-Soo Choo, Jacoby Ellsbury, Prince Fielder, Matt Holliday, Alex Rodríguez (hasta el año 2010), Max Scherzer, y Jayson Werth están entre los mejores pagados. Desde 2013, la revista Forbes ha nombrado a Boras el "agente deportivo más poderoso del mundo".